# Mess It Up
«Mess It Up»—en español: «Échalo a perder»— es una canción de la banda de rock británica The Rolling Stones, el tercer sencillo de su álbum de estudio Hackney Diamonds. Lanzado el 19 de diciembre de 2023. 

## Personal
The Rolling Stones
- Mick Jagger: voz
- Keith Richards: guitarra, Bajo
- Ron Wood: guitarra
- Charlie Watts: batería

## Descripción
En esta pista aparece el ex baterista Charlie Watts.
El 17 de noviembre de 2023, se lanzó una versión remix de Purple Disco Machine.
Es una canción con guitarras con riffs potentes y Jagger mandando con la voz. Un tema con estribillo adictivo al estilo ochentero.

## Video musical «Mess It Up»
El vídeo musical de ‘Mess It Up’ esta protagonizado por el actor británico Nicholas Hoult.
El clip fue lanzado el 19 de diciembre de 2023 y fue filmado en los Estados Unidos y dirigido por Kendrick Lamar y el colaborador Anderson .Paak, ganador del premio Grammy.
El video han sido caracterizado por un alto nivel teatral. Hoult personifica a un exnovio que no sabe lo que tiene hasta que lo pierde: Hoult deja atrás una relación y baila a través de los años. Con el paso del tiempo, le crece una barba desaliñada y los Stones cantan: «“Oh, dije que lo sentía, sé que terminó mal. Llegaste al lugar correcto, bebé, en el tiempo equivocado, es algo triste”». Cuando el personaje de Hoult se percata de esto, es demasiado tarde. Al llegar a casa encuentra la puerta cerrada con llave y con un niño al otro lado de la puerta. El shock se apodera del personaje, que ha estado ausente durante años, creyendo que estaba mejor solo. Pero cuando la mujer que dejó atrás reacciona con miedo, en lugar de celebrar su regreso, su nuevo novio la rescata y deja nocaut a Hoult.